# 真夜中のギター
「真夜中のギター」（まよなかのギター）は、1969年8月10日に発売された千賀かほるのデビュー・シングル。
フォークソングの名曲として、後世まで多数のアーティストによりカバーされている。

## 解説
- オリコンチャートでは、1969年10月20日から1970年1月5日までベストテンにランクイン。最高位は1969年11月24日から12月8日までの3週にわたって記録した4位。売上げ枚数は約44.8万枚。
- 本楽曲で、1969年の第11回日本レコード大賞・新人賞を受賞した。

## 収録曲
- 両楽曲共に、作詞：吉岡治／作曲：河村利夫

1. 真夜中のギター（3分8秒）
編曲：河村利夫
2. 恋は花火のように（2分49秒）
編曲：渋谷毅

## カバー
- やまがたすみこ - 1973年3月発売のファーストアルバム『風、空、そして愛　やまがたすみこ フォークアルバム第1集』の収録曲
- 高田みづえ - 1981年発売のシングル『愛のイマジネーション』のB面曲
- 石川さゆり - 1992年発売のアルバム『春夏秋秋』の収録曲
- ダ・カーポ - 1993年発売のカバーアルバム『アコースティックファンタジー 友への贈りもの』の収録曲
- UA - 1997年発売のシングル『甘い運命』のカップリング曲
- 佐藤竹善 - 2002年発売のシングル『生まれ来る子供たちのために』のカップリング曲
- 岩崎宏美 - 2003年発売のカバーアルバム『Dear Friends II』の収録曲
- 石川ひとみ - 2005年発売のカバーアルバム『With みんなの一五一会〜フォークソング編』の収録曲
- 吉幾三 - 2012年発売のアルバム『あの頃の青春を詩う』の収録曲5月23日
- 徳永英明 - 2012年発売のアルバム『VOCALIST VINTAGE』の収録曲
- ケラ&ザ・シンセサイザーズ - 2015年発売のアルバム『BROKEN FLOWER』の収録曲

## 島谷ひとみのシングル
島谷ひとみの30枚目のシングルとして2010年10月6日に発売。2010年5月に死去した作詞家・吉岡治へのオフィシャルトリビュート作品として、千賀かほる「真夜中のギター」のカバーシングルが制作された。前作『SMILES』から1年7か月ぶりのリリースとなる。
「CD」と「CD＋DVD」の2種類があり、DVDにはミュージック・ビデオのほか、浜離宮朝日ホールで開催されたコンサート『Premium meets Premium 2010』から同曲のライブ映像が収録されている。

### 収録内容
CD
1. 真夜中のギター（3分14秒）
作詞：吉岡治／作曲：河村利夫／編曲：岩本正樹
2. ふたりの空（3分42秒）
作詞：BOUNCEBACK／作曲・編曲：HIKARI
3. 真夜中のギター（karaoke）
4. ふたりの空（karaoke）

DVD
1. 真夜中のギター（MUSIC VIDEO）
2. 真夜中のギター（Live at 浜離宮朝日ホール）